# Luri
Luri – miejscowość i gmina we Francji, w regionie Korsyka, w departamencie Górna Korsyka.
Według danych na rok 1990 gminę zamieszkiwało 671 osób, a gęstość zaludnienia wynosiła 24 osoby/km².